# Capella Paolina
La Capella Paolina és una capella del Palau Apostòlic a la Ciutat del Vaticà. Està separada de la Capella Sixtina per la Sala Regia. No forma part dels itineraris turístics habituals.
Els dos frescos de Michelangelo Buonarroti a la Capella Paolina, La conversió de sant Pau i el Martiri de sant Pere van ser pintats entre des del 1542 al 1549, amb una qualitat a l'altura de la seva fama, tot i que no van agradar als seus contemporanis sobretot per aspectes relacionats amb la seva composició. Es van menysprear en favor de les obres de la Capella Sixtina.
Va ser un dels espais utilitzats pel Conclave de 1549-50 i el Conclave de 1559, juntament amb el Palau Vaticà.